# Christoph Weischer
Christoph Weischer (* 1956) ist ein deutscher Soziologe.

## Leben
Christoph Weischer war zwischen 1980 und 2004 an den Universitäten Münster, Bochum und Bielefeld tätig. Er habilitierte sich 2001 mit der Studie Das Unternehmen „Empirische Sozialforschung“ an der Ruhr-Universität Bochum. Anschließend war er dort am Zentrum für interdisziplinäre Ruhrgebietsforschung (ZEFIR) tätig. Von 2005 bis 2022 hat er als Professor am Institut für Soziologie der Universität Münster gelehrt und geforscht. Derzeit hat er dort eine Senior-Professur inne.

## Arbeits- und Forschungsschwerpunkte
- Sozialstrukturanalyse (in transnationaler und intersektionaler Perspektive)
- Sozial- und Wirtschaftsgeschichte
- Arbeit und industrielle Beziehungen
- Empirische Sozialforschung und Statistik
- Geschichte der empirischen Sozialforschung

## Schriften (Auswahl)

### Monographien
- Sozialstrukturanalyse. Grundlagen und Modelle. 2. Auflage. Springer VS, Wiesbaden 2022, ISBN 978-3-658-34046-9.
- Stabile UnGleichheiten. Eine praxeologische Sozialstrukturanalyse. Springer VS, Wiesbaden 2022, ISBN 978-3-658-36584-4.
- mit Volker Gehrau: Die Beobachtung als Methode in der Soziologie. utb, Stuttgart 2017, ISBN 978-3-8252-4866-6.
- Sozialforschung. utb, Konstanz 2007, ISBN 978-3-8252-2924-5.
- Das Unternehmen 'Empirische Sozialforschung'. Strukturen, Praktiken und Leitbilder der Sozialforschung in der Bundesrepublik Deutschland. Oldenbourg, München 2004, ISBN 3-486-56814-0.

### Herausgeberschaft
- mit Rainer Diaz-Bone: Methoden-Lexikon für die Sozialwissenschaften. Springer VS, Wiesbaden 2015, ISBN 978-3-531-16629-2.
- Mitherausgeber: Lexikon zur Soziologie. Springer VS, Wiesbaden 2020, ISBN 978-3-658-30833-9.